# Trafność eksperymentu
Trafność eksperymentu – termin odnosi się do badania eksperymentalnego, bądź quasi-eksperymentalnego, w dziedzinie psychologii. Według Campbella i Stanleya trafność należy rozpatrywać pod aspektem wewnętrznym oraz zewnętrznym.

## Trafność wewnętrzna
Występuje ona wtedy, kiedy zmienna niezależna X w efekcie manipulacji zadziałała na zmienną zależną Y, zgodnie z założeniami przyjętymi w hipotezie badawczej. Aby tak było, plan badania musi być adekwatny do hipotezy oraz czynniki wpływające na zachowanie się badanych (zmienne niezależne uboczne oraz zmienne zakłócające) w trakcie całego eksperymentu muszą być kontrolowane przez badacza. W zachowaniu trafności wewnętrznej niezbędna jest efektywna manipulacja zmienną niezależną-główną X. Plan badania musi eliminować alternatywne wyjaśnienia zmienności zmiennej zależnej Y, które mogą wynikać z czynników zewnętrznych (np. warunki pogodowe, poziom wyspania badanych). Dobrym sposobem maksymalizacji trafności wewnętrznej są Systematycznie Modyfikowane Autoreplikacje (SMAR). Przykładem takiego działania jest badanie Dolińskiego i Nawrata, którego celem było zbadanie zjawiska, jakim jest podatność na wpływy innych po nagłym ustąpieniu emocji strachu (huśtawka emocjonalna). Pierwszy eksperyment polegał na tym, że osoby próbujące przejść w nieoznakowanym miejscu słyszały gwizdek policyjny, co miało na celu wzbudzenie u nich strachu. Jednak zamiast policjanta pojawiała się młoda dziewczyna z kwestionariuszem. Mimo nieprzyjemnej pogody i warunków aż 59% osób wypełniało ankiety (w grupie kontrolnej, w której nie był zastosowany gwizdek – 46%). Aby zwiększyć trafność wewnętrzną następnego badania o tej samej tematyce, Doliński i Nawrat postanowili powtórzyć eksperyment przy zwiększeniu natężenia manipulacji eksperymentalnej oraz oczyszczenia jej z niepożądanych efektów. Autorzy wywnioskowali z wyników poprzedniego zadania brak jednoznacznego sygnału o ustąpieniu zagrożenia, dlatego w tym badaniu chcieli go ulepszyć. Tym razem badali kierowców parkujących w niedozwolonym miejscu. Kierowca, zbliżając się do auta, widział kartkę przypominającą mandat. Kiedy ją odwracał, okazywało się, że jest to jedynie reklama środka na porost włosów i w tym momencie pojawiała się studentka z kwestionariuszem. W tym przypadku zgodziło się aż 62% badanych (w grupie, w której "mandat" znajdywał się przy bocznej szybie tylko 37%, a w grupie bez "mandatu" – 36%). Dzięki ulepszeniu sposobu manipulowania stanem ulgi badacze dokonali maksymalizacji trafności wewnętrznej.
Według Campbella i Cooka czynniki zakłócające, wpływające na trafność wewnętrzną to:

### Historia
Czas pomiędzy pretestem Y, a posttestem Y powinien być jak najkrótszy. W innym wypadku dużym prawdopodobieństwem będzie zadziałanie czynnika poza eksperymentalnego (niedotyczącego hipotezy badawczej), który zakłóci jego trafność. Przykładowo, jeżeli badana jest skuteczność reklamy na odbiorcę, a w przerwie pomiędzy prestestem Y, a posttestem Y pojawi się reklama towaru o podobnym przeznaczeniu, bardziej atrakcyjna, badany mylnie dojdzie do wniosku, że reklama badana jest mało skuteczna.

### Dojrzewanie
Są to zmiany fizjologiczne i psychiczne osób badanych, które mogą mieć wpływ na badanie. Najczęściej problem ten pojawia się przy badaniach z udziałem dzieci. W celu zmniejszenia czynnika dojrzewania, czas pomiędzy pretestem, a posttestem powinien być jak najkrótszy.

### Selekcja
Osoby badane powinny być losowo przydzielane do grup eksperymentalnych (randomizacja 2. stopnia). W innym przypadku może dojść do poważnego zakłócenia trafności badania. Przykładowo, jeżeli w badaniu dotyczącym kształtowania postaw do grupy eksperymentalnej dobierzemy osoby o poglądach rasistowskich, a do grupy kontrolnej osoby ze stowarzyszenia walczącego z rasizmem, efekt badania będzie fałszywie silny. Aby tego uniknąć, należy skorzystać z randomizacji.

### Testowanie
Aby zbadać „wyjściowy” poziom zmiennej zależnej u badanych dokonuje się jej pomiaru (pretest Y). W niektórych przypadkach (np. przy pomiarach postaw za pomocą kwestionariusza) to właśnie pretest wpływa na zmienną zależną, a nie postępowanie eksperymentalne. Wyeliminowanie efektu testowania jest możliwe jedynie poprzez zastosowanie planu wg Solomona (por. Brzeziński, 1996).

### Instrumentacja
Czynnik związany jest ze zmianami narzędzi pomiarowych, procedurą, metodą obliczania wyników, doświadczeniem osób dokonujących pomiarów. Aby zminimalizować to zakłócenie, nie wolno zmieniać osób kodujących oraz należy przeprowadzić z nimi trening.

### Regresja statystyczna
Jest to związane z tendencją do obniżania bardzo wysokich wyników eksperymentu oraz do podwyższania bardzo niskich, co prowadzi do uśredniania się ich. Osoby o niskich, bądź wysokich wynikach, które zostały przydzielone na ich podstawie do grup, podwyższają/obniżają wyniki posttestu. Aby wykluczyć ten czynnik, nie należy prowadzić badań na osobach o takich wynikach w preteście.

### Utrata osób badanych
Jeżeli okres prowadzenia badania jest długi, możliwa jest utrata osób badanych. Jeżeli są to osoby o wysokich/niskich wynikach, może dojść do zafałszowania wyników, na których badacz odrzuci lub przyjmie swoją hipotezę.

### Interakcja selekcji z historią, dojrzewaniem lub instrumentacją
Zdarza się, że czynnik selekcji zbiega się z trzema wymienionymi powyżej. Może to prowadzić do różnicy wzrostu w wynikach posttestu zmiennej Y. Aby tego uniknąć, należy indywidualnie eliminować każdy z tych czynników.

### Przenikanie informacji związanych z postępowaniem eksperymentalnym między grupami
Czynnik występuje głównie wtedy, kiedy eksperyment przeprowadzany jest w warunkach naturalnych. Kontakt między grupą kontrolną, a eksperymentalną może prowadzić do poważnych zakłóceń. W wyniku może dojść do zatarcia różnic między grupami. Może być to spowodowane, między innymi, chęcią grupy, aby jak najlepiej wykonać zadanie.

### Kompensujące, programowe zróżnicowanie grup porównawczych, wyrównanie ich traktowania
Ten czynnik również dotyczy głównie badań przeprowadzanych w warunkach naturalnych. Jeżeli badacz wprowadza szczególną manipulację odbiegającą od innych warunków eksperymentalnych dla jednej z grup, inne grupy mogą podejmować próbę zatarcia różnic międzygrupowych, co prowadzi do sfałszowanych wyników.

### Kompensowanie mniej pożądanych warunków i spowodowane nim rywalizacyjne zachowanie się osób badanych
Również dotyczy warunków naturalnych eksperymentu. Jeżeli eksperyment wydaje się atrakcyjny i wyróżniający badanych z grupy eksperymentalnej, może to prowadzić do rywalizacji między nią, a grupą kontrolną. Powoduje to, jak w punkcie wyżej, zatarcie różnic międzygrupowych.

### Obrażanie się osób badanych
Badani z grupy kontrolnej, jeżeli znalazły się w gorszych warunkach, mogą „manifestować” swoje niezadowolenie poprzez obniżenie swoich możliwości. Prowadzi to do sztucznego zwiększenia różnicy między grupami, a zarazem do nieprawdziwych wyników, które sprawiają wrażenie przychylnych dla akceptacji hipotezy badanej.